# エーモス・ソーヤー
エーモス・クラウディウス・ソーヤー（英語: Dr. Amos Claudius Sawyer、1945年6月15日 - 2022年2月16日）は、リベリア共和国の政治家。アメリコ・ライベリアン。1990年から1994年まで同国の国民統合暫定政府の首班を務めた。

## 生涯
ソーヤーは1945年にアベル・ソーヤーとサラ・ソーヤーの間に生まれた。ソーヤー家は著名なアメリコ・ライベリアンの家であった。リベリア人民党（LPP）に加わった。
1990年9月9日にサミュエル・ドウ大統領が誘拐される（後にプリンス・ジョンソンによって処刑された）と、11月22日までの間に首謀者のプリンス・ジョンソンと共謀者のチャールズ・テイラーがともに大統領職を狙った。一方、その直前の8月後半からガンビアの首都バンジュールで行われていた緊急会議で、リベリアの7つの政党と11の利益団体から代表された35人の代表団で行われた投票により、ソーヤーが暫定大統領に選出され、ローランド・ディグス主教が副大統領に選ばれた。当初1年間であった任期は、ジョンソンやテイラー、デビッド・ニムレイといった反対する勢力との戦いによるリベリア内戦により、結局4年間にまで延びてしまった。1994年、暫定国家評議会の議長からリベリアの首班の役を解かれた。内戦は1996年に再び始まり、テイラーが大統領職にあった1997年から2003年まで続けられた。
ソーヤーは、ノースウェスタン大学で政治学の博士を取得している。また、アメリカインディアナ州ブルーミントンにあるインディアナ大学ブルーミントン校政治学科において、政治理論と政策分析のワークショップの研究員を務めている。さらに、リベリアのガバナンス改革委員会（現在はガバナンス委員会）の議長も務めている。2005年春には、「Beyond plunder : toward democratic governance in Liberia」という著書を出している。2005年10月に行われたリベリアの大統領選挙では、エレン・ジョンソン・サーリーフを支持した。
2022年2月16日、アメリカ合衆国メリーランド州モンゴメリー郡のシェイディグローブで死去。